# Casten Almqvist

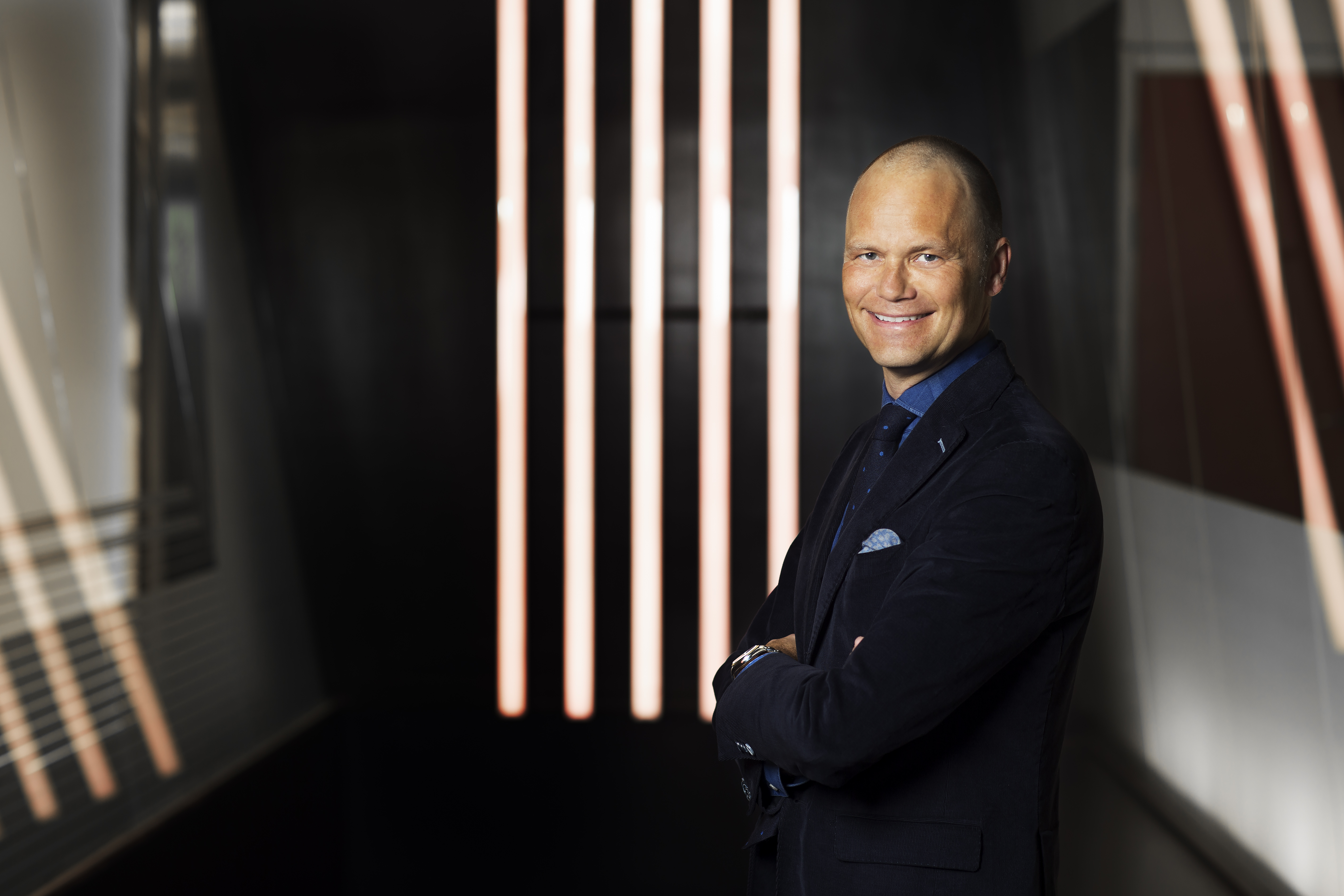

Casten Almqvist, född 17 mars 1962 i Stockholm, var verkställande direktör för TV4 2011-2022. Mellan 2019 och 2022 satt han även i Telia Companys koncernledning som ledare för affärsområdet TV/Media.
Våren 2024 utsågs Casten Almqvist till styrelseordförande i Bonnier News samt som ordförande för styrelserna i Dagens Nyheter, Expressen, Bonnier News Local och Bonnier News Business. Sedan 2021 sitter Casten Almqvist som ordförande i Bonnier Books som bland annat äger Bonnierförlagen i Sverige, WSOY i Finland, Bonnier Media Deutschland samt ljudbokstjänsten BookBeat. Bonnier Books har verksamhet i sju länder och omsätter drygt 8 miljarder svenska kronor.
2008 blev han VD för Dagens Industri och Bonnier Business Press. 2011 tillträdde han rollen som VD för TV4 och 2013 även chef för affärsområdet Bonnier Broadcasting vilket utöver TV4 inkluderar C More och finska MTV Media. Han utsågs till Årets digitala förändringsledare 2016 för sitt arbete med att accelerera TV4:s och Bonnier Broadcastings digitala transformationsresa. År 2019 och 2020 var TV4 Europas lönsammaste reklam-TV-företag.
Innan Casten Almqvist började på Bonnier har han varit VD för svenska McCann-Erickson och VD för TV3, TV6 och ZTV hos MTG. Almqvist har också arbetat som journalist och tv-producent på Strix Television och SVT.

## Biografi
Almqvist växte upp i Fisksätra i Nacka. Han tog examen på Journalisthögskolan i Stockholm 1987. Han har även studerat på Handelshögskolan i Stockholm (utan examen).
Almqvist inledde TV karriären som journalisthögskolepraktikant och reporter på Sydnytt på Sveriges Televisions redaktion i Malmö. 
Åren 1987–1988 arbetade han som reporter och programledare på Radio Stockholm där han bland annat var värd för det dagliga nyhetsmagasinet Stockholm Direkt. 1988 lämnade Almqvist och John Chrispinsson Radio Stockholm för att starta det nya TV-programmet Svepet på Kanal 1 Nöje, SVT i Stockholm.

### Strix och MTG
Hösten 1989 gick Almqvist vidare och blev delägare på det då nystartade produktionsbolaget Strix Television. Här blev han producent för flera program som gick i TV3, TV4 och SVT, däribland I manegen med Glenn Killing, Efterlyst, Direkt från Berns och Caramba med Jacob Dahlin och Annika Hagström. Under perioden var han med och startade ZTV där han bland annat producerade den första sändningen. Han blev senare vd för Kanon Television, ett dotterbolag till Strix.
I augusti 1995 tog Almqvist över som vd för TV3 och ZTV i Sverige. Han lämnade TV3 och MTG år 1997.

### McCann, Spray och konsultverksamhet
År 1998 blev Almqvist vd för reklambyrån Rönnberg McCann och chef för McCann-Erickson i Sverige. Under samma period var han drivande i att starta den nya reklambyrån Storåkers McCann tillsammans med bland andra Michael Storåkers.
År 2000 återvände han till mediebranschen för att som vVD leda Sprays mediesatsning där han bland annat var vd för mobilinnehållsföretaget Moby. Han lämnade Spray hösten 2001.
Från år 2002 var han VD för designkoncernen Art & Technology by Proventus med dotterbolagen Artek, Kinnasand och Snowcrash.
Under perioden 2004-2011 drev han egna konsultbolaget Casten Almqvist AB. Bland kunderna märktes Nobelstiftelsen där han under flera år var en av de drivande bakom starten av Nobel Media.
Under år 2007 satt han i Lunarstorms styrelse.

### Bonnier och TV4
Den 1 januari 2008 kom Almqvist till Bonnierkoncernen när han tillträdde som ny vd för Dagens industri och Bonnier Business Press.
Den 5 december 2011 tillträdde han som VD för TV4 AB.
Under 2013 blev Almqvist även chef för Bonnier Broadcasting vilket inkluderade C More, finska MTV Media och Nyhetsbolaget. Under 2016 genomfördes en större omorganisation där verksamheten i TV4 och C More samordnades under Bonnier Broadcasting, med Almqvist som vd.
I december 2019 slutförde Telia Company sitt förvärv av Bonnier Broadcasting och Almqvist tog plats i Telia Companys koncernledning  med ansvar för affärsområdet TV/Media.
Den 13 oktober 2022 meddelade Almqvist att han skulle lämna TV4 och Telia. Vd-posten på TV4 och platsen i Telias styrelse övertogs av Mathias Berg den 1 december 2022.